# Халімонова Христина Олександрівна
Халімóнова Христина Олексáндрівна (нар. 2 жовтня, Берегово, Закарпатська область) — українська співачка мультиінструменталістка, авторка-виконавиця пісень, композиторка, саундпродюсерка та художниця.

## Життєпис
Народилася на Закарпатті в родині інженерів. За ініціативи матері змалку разом із сестрою почала вивчати класичне фортепіано.
Через економічну скруту в державі наприкінці 90-х сім'я вимушено переїхала на Волинь — батьківщину батька. Невдовзі після переїзду почала писати фортепіанні мініатюри, з якими виступала на шкільних концертах. У віці десяти років на прохання Христини батьки придбали їй гітару, із якою почала писати свої перші пісні та співати.
З 2009 року живе та творить у Києві.

## Творчий шлях
З 2010 відома передусім як виконавиця драматичної авторської пісні, виконує власні пісні під гітару, іноді під клавішні. З 2013 року основним інструментом стає фортепіано. За час виступів на різноманітних фестивалях та сольниках зібрала навколо себе велику кількість прихильників, які поширювали записи з її живих виступів у соціальних мережах.
Зіграла кілька концертів із власним гуртом X.O. у різних складах. Після чергових спроб зібрати гурт, почала експериментувати з електронною музикою і в 2017 році вперше виступила з електроакустичною програмою у Києві під час Книжкового Арсеналу та на сольному концерті у MEZZANINE. Згодом в одному з інтерв'ю відомий український письменник та куратор Олександр Михед назвав виступ в Мистецькому Арсеналі чимось надзвичайним, поставивши Христину Халімонову в один ряд з Дахабраха та Dakh Daughters.
Не зважаючи на довгий шлях і велику кількість пісень, свій дебютний реліз — сингл «Не Сьогодні» співачка оприлюднює в березні 2020 року.
На початку лютого 2021 року музичне медіа COMMA включає сингл «Не Сьогодні» до переліку 40 найцікавіших українських пісень 2020 року, назвавши Христину Халімонову найзахопливішим новим ім'ям української музики.
У квітні 2023 року вийшов перший альбом Христини Халімонової «Прокидатися навесні», що складається з 10 композицій: Прокидатися навесні; Сонце заходить не там, де зійшло; Колискова для батьків; Повітряна тривога; Поговори зі мною; Колискова для смерті; Не сьогодні; Не вини мене; Вимкни мої слова; Назавжди. Музичною основою альбому є лише класична гітара із м’якими нейлоновими струнами, низький оксамитовий жіночий вокал та легке вкраплення електроніки.

## Сингли
- Не сьогодні[9] (2020)
- Про дерева[10][11] (2020)
- Осінь[12][13] (2020)
- Снігопади Дощі Снігопади[14] (2021)

## Альбоми
- Прокидатися навесні (2023)

## Участь у фестивалях та концертна географія
Багаторазова учасниця музичних фестивалів та ключових культурних подій України. Серед яких Трипільське коло, ГогольFest, Бандерштат, Книжковий Арсенал, КобзАрт, Ше.Fest, Мистецький фестиваль «Ї», Форум видавців, Фронтера, Віршень та ін. У 2018 році була однією із таємних виконавців Sofar Sounds у Києві. Також виступала із сольними концертами в Україні.

## Громадська позиція
У 2012 році — одна з активістів, що виступали за повернення споруді Гостинного двору статусу пам'ятки архітектури і проти її перетворення на торговельний центр.

## Цікаві факти
- У 2015 році на фестивалі Березів Бандер Фест на Прикарпатті під час виконання Христиною Халімоновою пісні зі словами «вітер відривав небо від землі», здійнявся буревій, який пошкодив дах сцени, після чого її довелось демонтувати і припинити виступи[21].